# Komplex petroglyfů v mongolském Altaji
Komplex petroglyfů v mongolském Altaji je název jedné z položek Světového kulturního dědictví v Mongolsku. Sestává ze tří lokalit v Bajanölgijském ajmagu - Tsagaan Salaa-Baga Oigor, Upper Tsagaan Gol a Aral Tolgoi, souhrnná plocha všech lokalit je 113 km². Všechny tři se nacházejí ve vysokohorských údolích vyhloubených pleistocenními ledovci. Je zde velká koncentrace petroglyfů a pohřebních a rituálních památek odrážejících vývoj lidské kultury po dobu 12 000 let. Vazby mezi skalním uměním, povrchovými monumenty a širším fyzickým kontextem řek, hřebenů a světových stran jsou svědectvím o integraci lidských společenství s krajinou, kterou obývali.
Nejstarší snímky odrážejí období začínající v pozdním pleistocénu a trvající přes raný holocén (cca 11 000 – 6 000 let př. n. l.), kdy se paleoprostředí přeměnilo ze suchých do zalesněných stepí a údolí poskytovala ideální prostředí pro lovce velké divoké zvěře. Pozdější snímky ze středního holocénu (asi 6 000 – 4 000 let př. n. l.) odrážejí postupné znovuprosazování stepní vegetace v této části Altaje a brzký vznik pastevectví jako ekonomické základny společensti. Snímky z následujícího období pozdního holocénu odrážejí přechod k nomádství závislému na koních během raného nomádského a skytského období (1. tisíciletí př. n. l.) a následné šíření stepních říší v pozdějším turkickém období (7.-9. století n. l.).
Petroglyfy mongolského Altaje představují nejúplnější a nejlépe zachovaný vizuální záznam lidské prehistorie a rané historie regionu na pomezí Střední a Severní Asie. 